# Lisandro Viale
Lisandro Alfredo Viale (Rosario, Argentina, 16 de enero de 1966) es un exdiputado Nacional y Presidente del Partido Socialista de Entre Ríos.

## Historia
Nacido en Rosario (Santa Fe), aunque de muy pequeño su familia se trasladó a Paraná (Entre Ríos), ciudad en la cual cursó sus estudios primarios en la Escuela del Centenario y los secundarios en la ENET N.º 1, de donde egresó como técnico electricista. 
En 1983 se incorpora al entonces existente Partido Socialista Popular e inicia su actividad militante organizando la promotora del Centro de Estudiantes de su escuela secundaria.
Continuó sus estudios universitarios en la Facultad de Ciencias Agrarias de la Universidad Nacional de Rosario. Allí militó en el Movimiento Nacional Reformista, brazo universitario del socialismo, llegando a presidir el Centro de Estudiantes desde 1989 a 1991.
En los períodos 1991-1992 y 1994-1995 fue Consejero Directivo estudiantil en su facultad y en 1993-94 se desempeñó como consejero superior estudiantil de la UNR. En 1994 se graduó como ingeniero agrónomo e integró el Gabinete Ejecutivo de su Facultad ocupando el cargo de secretario de Asuntos Estudiantiles hasta 1995. En ese año regresó a Entre Ríos, y desde entonces se abocó a su actividad profesional y la producción agropecuaria.
En 1998 fue elegido secretario general del Partido Socialista Popular en la provincia y reelecto en el 2000. Desde entonces fue, además, miembro del Comité Nacional del partido. En 2001 fue candidato a senador nacional por el Frepaso. Desde la reunificación del Partido Socialista en Argentina, en septiembre de 2002, es miembro del Comité Ejecutivo Nacional. En 2005 fue candidato a diputado nacional por la Concertación Entrerriana y en marzo de 2007 candidato a diputado provincial por la Concertación Entrerriana. De 2006 hasta 2014 fue presidente del Partido Socialista de Entre Ríos.
El 28 de octubre de 2007 fue elegido diputado de la Nación. Presidió el Bloque de diputadas y diputados socialistas, desempeñó la vicepresidencia segunda de la Comisión de Agricultura y Ganadería del Congreso Nacional y participó en las Comisiones de Derechos Humanos, Intereses Marítimos, Pymes, Economías Regionales, y MERCOSUR.
En 2011 fue elegido diputado provincial de Entre Ríos, en el marco del Frente Progresista Cívico y Social; función que aún desempeña.
En las elecciones legislativas de 2013 fue candidato a senador nacional por Frente Amplio Progresista.

## Publicaciones
En 2011 publicó su primer libro "El Dilema de 'el campo' en la Argentina de hoy" (enlace roto disponible en Internet Archive; véase el historial, la primera versión y la última). (Ed. Prometeo). Un trabajo prologado por Silvia Cloquell que aborda el irresoluto conflicto rural desatado en 2008 en Argentina, con un repaso histórico que da cuenta de la diversidad de realidades en esa trama complejas que, muchas veces, se da por llamar "el campo". 

También en 2011, publicó una reseña parlamentaria (enlace roto disponible en Internet Archive; véase el historial, la primera versión y la última). de más de 800 páginas, que recoge su labor como diputado Nacional en el período 2007-2011.